# Regarding Susan Sontag
Regarding Susan Sontag és una pel·lícula documental de 2014 sobre la intel·lectual nord-americana Susan Sontag, dirigida per Nancy Kates. Es va estrenar al Festival de Cinema de Tribeca l'abril de 2014 i a HBO el desembre de 2014. Entre els entrevistats hi ha la premi Nobel Nadine Gordimer, els escriptors Terry Castle, Wayne Koestenbaum i Stephen Koch, i la germana de Sontag Judith Sontag Cohen. L'actriu Patricia Clarkson dona veu als diaris i escrits de Sontag.

## Recepció
L'agregador de ressenyes Rotten Tomatoes, la pel·lícula té una puntuació d'aprovació del 86% basada en 7 ressenyes, amb una puntuació mitjana de 8,33/10. A Metacritic, la pel·lícula té una puntuació mitjana ponderada de 79 sobre 100, basada en 4 crítics, que indica "crítiques generalment favorables". Stephen Holden de The New York Times va qualificar la pel·lícula de "convincent" i "perceptiva".
La pel·lícula va rebre la menció especial del jurat al millor documental al Tribeca Film Festival de 2014. També va rebre el premi al millor documental a la Fire!! Mostra Internacional de Cinema Gai i Lesbià de 2015.